# Apodecta insularis
Apodecta insularis är en fjärilsart som beskrevs av Reginald James West 1937.
Apodecta insularis ingår i släktet Apodecta och familjen snigelspinnare. Inga underarter finns listade i Catalogue of Life.